# Pierre Widmer
 (février 2016).
Pour les articles homonymes, voir Widmer.
Pierre Widmer (1912-1999) est un pasteur mennonite français qui fut longtemps directeur du journal Christ Seul.

## Jeunesse
Né à Brognard en France, dans le département du Doubs, près de Montbéliard, Pierre Widmer a été élevé dans une famille mennonite. Pierre Widmer a fréquenté dans sa jeunesse l'église mennonite de Montbéliard et y a été baptisé. Il a suivi sa formation d'instituteur à l'école normale de Besançon, où il a développé son amour pour la poésie.
En 1936, Pierre Widmer épousa Hélène Sommer, la fille de Pierre Sommer. Ce dernier était le plus connu des prêcheurs mennonites français itinérants, responsable des premières conférences mennonites, fondateur et éditeur du journal Christ Seul.
À l'époque de la jeunesse de Pierre Widmer, les mennonites formaient en France une petite communauté (environ deux mille personnes) vivant dans des communautés rurales isolées en Alsace, en Lorraine et dans le Pays de Montbéliard. Ils étaient les descendants des communautés anabaptistes de Suisse qui avaient fui vers ces territoires au XVIe siècle et qui allaient faire partie du royaume de France bien plus tard.

## Engagement pendant la guerre
L'engagement de Pierre Widmer à l'école des sous-officiers de Saint Maixent peut apparaître surprenant étant donné la tradition pacifiste des anabaptistes. Mais, contrairement aux mennonites nord-américains, qui avaient quitté l'Europe au XVIIIe siècle, les mennonites français avaient dans une large mesure abandonné les principes de non-résistance et de pacifisme.
Par la suite, il devint instituteur près de Montbéliard mais demeura sous-officier de réserve. Quand la guerre éclata en 1939, Pierre Widmer fut rappelé par l'armée. Il était affecté à la frontière du Rhin quand l'Allemagne envahit la France en juin 1940. Son unité fut contrainte à faire retraite vers les Vosges. Pierre Widmer fut capturé par les Allemands à Masevaux dans le Haut-Rhin.

## Prisonnier de guerre
Pierre Widmer passa cinq ans dans trois différents camps de prisonniers allemands pour officiers français. Pendant ce temps, il fut apparemment bien traité car les officiers bénéficiaient de meilleures conditions de détention que les simples soldats. Cependant, l'expérience de la guerre et de la captivité marqua profondément Pierre Widmer. Il se consacra à la satisfaction des besoins spirituels de ses compagnons de captivité, servant de facto d'aumônier de camp. Dans ce rôle, il fut amené à apprécier les convictions de prisonniers luthériens, réformés, darbystes, évangéliques et même catholiques.

Pierre Widmer acquit également la conviction de l'inanité de la guerre, même d'une guerre patriotique ou « juste ». Cette remise en question de la violence étatique apparaît clairement dans les poèmes que Pierre Widmer écrivit durant sa captivité, publiés en 1987 dans un recueil intitulé Ombres et Lumières. Après sa libération, Pierre Widmer fut décoré de la Croix de Guerre pour actes de bravoure accomplis à l'occasion des affrontements sur le Rhin en 1940.

## Tensions d'après-guerre chez les mennonites
Quand Pierre Widmer retourna chez lui à Montbéliard en mai 1945 à la fin de la guerre, il trouva la communauté mennonite française bouleversée. L'expérience de la guerre avait exacerbé les tensions entre les communautés mennonites alsaciennes et les mennonites francophones. Le conflit avait détruit de nombreuses fermes mennonites. La communauté mennonite vieillissait et s'isolait. Pierre Widmer était considéré par de nombreux mennonites avec beaucoup de respect à cause de sa longue captivité, malgré sa relative jeunesse (33 ans) et parce qu'il était le successeur naturel de Pierre Sommer, son beau-père, à la tête de l'église mennonite. Pierre Widmer fut donc élu ancien de l'église de Montbéliard en 1945. Quand il prit la parole au synode des églises mennonites en mai 1946, il appela à une plus grande unité entre les communautés mennonites et à un effort particulier pour la jeunesse. Ses propositions ne furent pas unanimement appréciées. Craignant de perdre leurs traditions, les mennonites alsaciens décidèrent à leur conférence de Pfastatt, quelques semaines plus tard, de refuser la proposition de Pierre Widmer de constituer une seule et même association d'églises mennonites françaises. En particulier Hans Nussbaumer, ancien de l'église mennonite d'Altkirch, se prononça contre les activités de Pierre Widmer pour la jeunesse. Cela n'empêcha pas le synode de désigner Pierre Widmer pour prendre la suite de Pierre Sommer comme éditeur de Christ Seul, alors qu'il avait 38 ans. Pierre Widmer obtint aussi l'accord pour devenir pasteur itinérant à plein temps en 1948.

## Liens avec les Américains
Pierre Widmer a été un instrument pour renouer les liens avec les mennonites américains et pour apporter une ecclésiologie aux mennonites français considérée par beaucoup comme très américaine. Pierres Widmer représenta les mennonites français à la conférence mennonite mondiale de 1948 à Goshen, dans l'Indiana. Durant son séjour aux États-Unis, Pierre Widmer fut impressionné par le niveau d'organisation des églises américaines, notamment les activités pour la jeunesse et les écoles du dimanche. Il fut aussi profondément influencé par l'engagement mennonite américain pour le pacifisme. Des mennonites américains tels que Harold Bender, Guy Hershberger et Orie Miller avaient en effet écrit et parlé de non-résistance et de processus de paix. L'article de Bender « The Anabaptist Vision » de 1942 postule que les mennonites devraient retourner à la foi des anabaptistes du XVIe siècle, caractérisé par la non-conformité au monde, l'amour accompli et le service pour ses voisins et le rejet de toute forme de violence. John H. Yoder, disciple de Bender, vint en France pour travailler avec le Mennonite Central Committee dans les années 1950. Lui et Pierre Widmer collaborèrent sur de nombreux projets, dont la traduction en français de « The Anabaptist Vision », et la création d'une maison pour enfants à Valdoie, près de Belfort. Pierre Widmer fut aussi l'instrument pour la création d'écoles du dimanche dans les églises mennonites françaises. Il organisa le premier camp d'été pour enfants à Laxou, près de Nancy.
Pierre Widmer a été à l'origine de la formation de nombreuses associations mennonites françaises. Il fut notamment le cofondateur et président du Comité Missionnaire Mennonite Français (qui envoya de nombreux missionnaires à l'étranger) et président de la Mission Mennonite Française (qui collabora avec le MCC à l'évangélisation et à la reconstruction d'après-guerre en France), cofondateur et premier professeur de l'école biblique mennonite européenne à Bâle en Suisse, cofondateur de la faculté évangélique de Vaux-sur-Seine, cofondateur et président de l'Alliance évangélique du Pays de Montbéliard, pour ne citer que ses œuvres principales.
En 1962, son épouse Hélène meurt d'un cancer. Pierre Widmer se remarie deux ans plus tard avec Christiane Buy, veuve Gaudry et directrice de la maison d'enfants de Valdoie que Pierre Widmer avait contribué à créer.

## Dernières activités
Avec la tribune du journal Christ Seul, Pierre Widmer apporta dans les foyers de milliers de mennonites français des articles sur la paix et la justice sociale. Pierre Widmer publia une sélection d'écrits de Pierre Sommer (Pages choisies de Pierre Sommer) son beau-père décédé en 1952 où il souligne son engagement pour la paix. Pierre Widmer faisait partie du comité de mennonites français qui milita avec l'aide du général Neyhauser pour la création d'un service civil comme alternative au service militaire obligatoire. Il favorisa aussi l'ouverture œcuménique de l'Église mennonite française vers d'autres dénominations. Il était le doyen du comité mennonite pour le dialogue luthéro-mennonite entre 1981 et 1984. Il n'hésita pas à proposer des activités conjointes avec d'autres églises comme pour la fondation de la faculté de théologie évangélique de Vaux-sur-Seine.
Mais Pierre Widmer fut aussi soucieux de préserver l'identité distinctive des mennonites. Son livre Ce que croient les mennonites, publié en 1981, réaffirme les points centraux de leur foi, notamment l'engagement pour la paix et le service. Pierre Widmer écrivit aussi Il y a des gens qui vous troublent en 1984 dans lequel il défend la foi traditionnelle mennonite contre les influences des mouvements pentecôtistes et charismatiques.

## Retraite
Pierre Widmer passa le relais de Christ Seul en 1984 à son gendre en second mariage, Pierre Lugbull. En 1993, sa seconde épouse disparut à son tour. Comme sa santé se détériorait, Pierre Widmer se retira de sa fonction d'ancien de l'église de Montbéliard en 1997. Il mourut à Montbéliard en 1999 à l'âge de 86 ans.

## Référence
Biographie : "Une clarté bien franche - Pierre Widmer, une vie dans l'église mennonite française" - Éditions mennonites - 2007 - Alex Neff - 125 pages -  (ISBN 2904214801), 9782904214806 -